# Réjaumont, Gers
Réjaumont är en kommun i departementet Gers i regionen Occitanien i sydvästra Frankrike. Kommunen ligger i kantonen Fleurance som tillhör arrondissementet Condom. År 2022 hade Réjaumont 247 invånare.

## Befolkningsutveckling
Antalet invånare i kommunen Réjaumont
Referens:INSEE